# De Tomaso F1
La  De Tomaso F1 è una monoposto di Formula 1, costruita dalla casa automobilistica italiana De Tomaso per partecipare al campionato mondiale di Formula 1 1961 e utilizzata fino al 1963.

## Risultati in Formula 1

### Scuderia Serenissima
| Anno | Team                 | Motore   | Gomme | Piloti     |  |  |  |     |  |  |     |  | Punti | Pos. |
| ---- | -------------------- | -------- | ----- | ---------- |  |  |  | --- |  |  | --- |  | ----- | ---- |
| 1961 | Scuderia Serenissima | OSCA 372 | D     | Scarlatti  |  |  |  | Rit |  |  |     |  | 0     | –    |
| 1961 | Scuderia Serenissima | OSCA 372 | D     | Vaccarella |  |  |  |     |  |  | Rit |  | 0     | –    |

### Scuderia De Tomaso
| Anno | Team               | Motore               | Gomme | Piloti     |  |  |  |  |  |  |     |  | Punti | Pos. |
| ---- | ------------------ | -------------------- | ----- | ---------- |  |  |  |  |  |  | --- |  | ----- | ---- |
| 1961 | Scuderia De Tomaso | Alfa Romeo Giulietta | D     | Bussinello |  |  |  |  |  |  | Rit |  | 0     | –    |

### Scuderia Settecolli
| Anno | Team                | Motore   | Gomme | Piloti |  |  |  |  |  |  |     |  | Punti | Pos. |
| ---- | ------------------- | -------- | ----- | ------ |  |  |  |  |  |  | --- |  | ----- | ---- |
| 1961 | Scuderia Settecolli | OSCA 372 | D     | Lippi  |  |  |  |  |  |  | Rit |  | 0     | –    |

| Anno | Team                | Motore   | Gomme | Piloti |  |  |  |  |  |  |    |  |  | Punti | Pos. |
| ---- | ------------------- | -------- | ----- | ------ |  |  |  |  |  |  | -- |  |  | ----- | ---- |
| 1962 | Scuderia Settecolli | OSCA 372 | D     | Lippi  |  |  |  |  |  |  | NQ |  |  | 0     | –    |

| Anno | Team                | Motore      | Gomme | Piloti |  |  |  |  |  |  |    |  |  |  | Punti | Pos. |
| ---- | ------------------- | ----------- | ----- | ------ |  |  |  |  |  |  | -- |  |  |  | ----- | ---- |
| 1963 | Scuderia Settecolli | Ferrari 178 | D     | Lippi  |  |  |  |  |  |  | NQ |  |  |  | 0     | –    |

| Legenda | 1º posto     | 2º posto | 3º posto    | A punti         | Senza punti/Non class.  | Grassetto – Pole position Corsivo – Giro più veloce |
| Legenda | Squalificato | Ritirato | Non partito | Non qualificato | Solo prove/Terzo pilota | Grassetto – Pole position Corsivo – Giro più veloce |